# Lakmaras
Lakmaras (Lakumaras) ist ein Ort und Desa im Distrikt (Kecamatan) Südlamaknen (Regierungsbezirk Belu, Provinz Ost-Nusa Tenggara).

## Geschichte
Lakmaras war ein kleines, traditionelles Reich der Bunak, das Teil des Bündnisses von Lamaknen war. Die Lorohs von Lamaknen wurden traditionell von den Rajas von Kewar und von Lakmaras gestellt, wobei Lakmaras den nicht aktiv regierenden Herrscher stellte, der die Einheit symbolisierte und aus Kewar der tatsächlich regierende Herrscher kam.
1897 kam es zu mehreren Schlachten um Gebiete in Lamaknen zwischen den Bunak-Reichen von Lamaquitos im Nordosten und Lakmaras, das seine Bündnispartner bei den Bunak im Südwesten hatte. Folge der verschiedenen Gebietsverschiebungen zwischen den lokalen Bunak-Reichen war, dass auch die Grenzziehung zwischen den beiden Kolonialmächten Portugal und Niederlande lange Zeit umstritten blieb und Thema langwieriger Verhandlungen war. Im selben Jahr gab es Tote bei Zusammenstößen niederländischer und portugiesischer Truppen in Lakmaras. Der Anspruch der Niederländer auf Maucatar weiter südlich wurde bisher mit der Oberhoheit über Lakmaras begründet, das eine Verbindung zu Maucatar schuf. Zwischenzeitlich war Lakmaras aber Untertan von Lamaquitos. Maucatar müsste nach den bisherigen Vereinbarungen als Enklave an Portugal fallen.  Mit der Den Haag-Konvention vom 1. Oktober 1904 wurde ein Kompromiss geschlossen. Portugal sollte Maucatar erhalten, im Austausch für die portugiesische Enklave Noimuti in Westtimor und einiger Grenzgebiete. Portugal ratifizierte den Vertrag bis 1909, doch dann kam es zum Streit um die Grenzziehung an der Ostgrenze von Oe-Cusse Ambeno, weswegen der Gebietsaustausch ausblieb. 1910 nutzten die Niederlande die unübersichtliche Situation nach dem Sturz der portugiesischen Monarchie, um sich Lakmaras erneut mit europäischen und javanischen Truppen anzueignen. 1916 wurde schließlich Maucatar an Portugal abgetreten. Lamaknen und Lakmaras verblieben bei den Niederlanden.